# Iglesia de San Francisco de Asís (Valladolid)
La iglesia de San Francisco de Asís es un templo moderno ubicado en Valladolid. Está situado en el barrio de Delicias.
- Datos: Q5682385